# Eugen Bejinariu
Eugen Bejinariu (Suceava, 28 de janeiro de 1959) é um político romeno, membro do Partido Social Democrata (PSD). Foi primeiro-ministro entre 21 e 28 de dezembro de 2004, quando o primeiro-ministro Adrian Năstase, que havia sido derrotado na eleição presidencial para Traian Băsescu, renunciou e tornou-se presidente da Câmara dos Deputados.